# 丰乐水库
丰乐水库是中国安徽省黄山市歙县境内的一座水库，位于新安江支流丰乐河上，建于1976年。水库正常库容为3840万立方米，集雨面积为297平方千米，海拔为201米。